# 荀首
荀首（？—？），子姓，荀氏，名首，因被封于知，以邑为氏，别为知氏（智氏），谥庄，又称知季、知庄子。逝敖幼子，荀林父之弟。

## 邲之战
前597年，楚庄王率军围困郑国，六月，晋国的军队去救郑国，荀首担任下军大夫。
战斗之中，楚国的熊负羁囚禁了荀首的儿子知罃，荀首率领他的家族部属回来战斗，魏锜为他驾御战车，晋国下军的士兵大多跟着回来。荀首每次发射，在抽箭时，如果是利箭，就放在魏锜的箭袋里。魏锜愤怒的说：“不去寻找儿子，反而爱惜蒲柳做的箭，董泽的蒲柳，难道可以用的完吗？”荀首说：“不俘获别人的儿子，难道可以得到我的儿子吗？利箭我是不能随便射出去的。”荀首射中了连尹襄老，得到他的尸首，就用战车装上；又射中公子穀臣，把他囚禁起来。荀首将这一尸一人带了回去。

## 历职
孔颖达推测荀首在前596年升任上军佐，前593年升任上军将，前592年升任中军佐
前588年，晋国把楚国公子穀臣和连尹襄老的尸首归还给楚国，以此要求换回知罃，当时荀首已经是中军佐，所以楚国人答应了。